# Géographie des Kiribati
Les Kiribati sont un État archipélagique de l'océan Pacifique composé de 32 atolls et d'une île haute, répartis en trois archipels séparés : les îles Gilbert (16 îles) à l'ouest, les îles Phœnix (8 îles) au centre et les îles de la Ligne (11 îles) à l'est.

## Localisation
Les Kiribati sont écartelées par deux lignes imaginaires : à cheval sur l'équateur (l'île Washington, la plus septentrionale, est située par 4,7° Nord, tandis que Flint, la plus méridionale, est centrée sur 11,4° Sud) et de part et d'autre du méridien de 180° de longitude (l'antiméridien). Ses extrémités sont Banaba par 169,5° Est et l'île Caroline (ou île du Millénaire) par 150,1° Ouest ; c'est donc le seul État au monde dont l'espace terrestre et maritime s'étend sans discontinuité sur les quatre hémisphères (nord, sud, ouest et est).
L'archipel des îles Gilbert se situe à environ 1 500 km au nord des Fidji, entre les Tuvalu au sud et les îles Marshall au nord. Les îles Phœnix se trouvent à environ 1 800 kilomètres au sud-est des îles Gilbert et les îles de la Ligne environ 3 300 kilomètres à l'est. Le pays compte également une île volcanique isolée, Banaba, à 400 km à l'ouest des Gilbert et considérée comme faisant partie de l'archipel des Gilbert.
L'ensemble des terres émergées ne dépasse pas 811 km2, ce qui fait des Kiribati l'un des plus petits pays du monde. En revanche, leur dispersion permet aux Kiribati de revendiquer une zone maritime immense de 3 550 000 km2 (soit, pour donner un ordre de grandeur, la taille de l'Union européenne).
Les Kiribati s'étendent sur 3 fuseaux horaires mais sur une seule date, UTC +12 pour les îles Gilbert, +13 pour les îles Phœnix et +14 pour les îles de la Ligne (qui sont ainsi les terres émergées les plus en avance sur le temps universel). Avant 1997, les Kiribati étaient séparées en deux dates différentes, la ligne de changement de date ayant été déplacée pour unifier la République, peu avant l'an 2000.

## Description

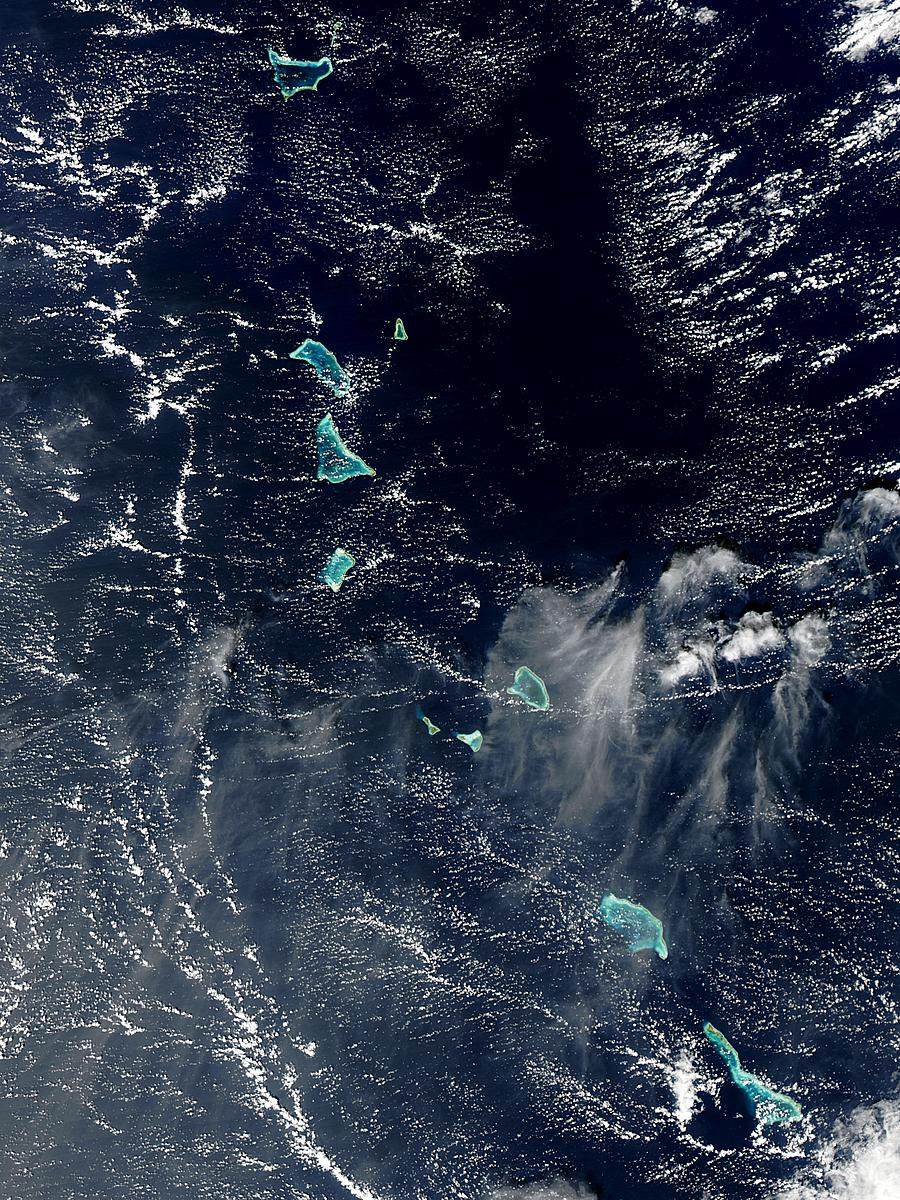
Image satellite des îles Gilbert.

Si on excepte Banaba, la seule île « haute », qui culmine à 81 mètres, la quasi-totalité de ces îles sont des atolls qui dépassent à peine le niveau de la mer (le point culminant de ces atolls est la colline de Joe, une dune d'une douzaine de mètres de haut, sur l'île Christmas).
À l'exception de celui de Christmas qui est considéré comme un des plus anciens et le plus grand (pour sa surface terrestre) atoll au monde, les atolls des Kiribati n'ont probablement complètement émergé, à partir d'anciens makatea, qu'au tout début de l'ère chrétienne (ce qui correspond à leur occupation humaine), l'Holocène (6 000 av. J.-C.) — correspondant à un niveau de la mer supérieur à l'actuel de 1 m à 1,5 m environ.
La minceur du sol, quasi inexistant, implique une faible végétation, d'origine humaine pour l'essentiel, en dehors des cocotiers et des pandanus, omniprésents, et entraîne de grandes difficultés pour l'agriculture, limitée, pour l'essentiel, à la récolte du coprah, du karewe (sève fraîche du cocotier) et du taro local (Cyrtosperma chamissonis). On y trouve également des cultures d'arbres à pain, de bananes et de pandanus (pour ses fruits, pour ses feuilles et son bois).

## Îles Gilbert
L'archipel des îles Gilbert est constitué de 16 atolls : Abaiang, Abemama, Aranuka, Arorae, Beru, Butaritari, Kuria, Makin (autrefois, Little Makin), Maiana, Marakei, Nikunau, Nonouti, Onotoa, Tabiteuea, Tamana et Tarawa.
C'est l'archipel le plus peuplé du pays avec une population d'environ 80 000 habitants (la moitié d'entre eux vivent à Tarawa-Sud, la capitale nationale).

## Banaba
Banaba est une île située à environ 400 km à l'ouest des îles Gilbert, la seule île du pays qui ne soit pas un atoll proprement dit mais un atoll surélevé. On y trouve le point culminant du pays : un sommet sans nom s'élevant à 81 mètres d'altitude.
C'est une ancienne île à phosphate, baptisée Ocean Island, annexée le 26 septembre 1901, puis rattachée à la colonie des îles Gilbert et Ellice par les Britanniques, qui en firent également la capitale administrative. Ses gisements de phosphates furent épuisés en 1979, l'année de l'indépendance des Kiribati…
Elle a été occupée par les Japonais jusqu'en 1945 (fin de la Seconde Guerre mondiale). Cet événement (et la pauvreté des sols due à l'érosion résultant de l'exploitation intensive du phosphate) a conduit à réinstaller la plupart de ses habitants sur l'île de Rabi (Fidji) où ils constituent une communauté gilbertine.

## Îles Phœnix
L'archipel des îles Phœnix est constitué de 8 atolls : Birnie, l'île Canton (ou Kanton ou encore Abariringa), Enderbury, Manra (ou Sydney), McKean, Nikumaroro (ou Gardner), Orona (ou Hull), Rawaki (ou Phœnix) et le récif de Winslow. Seule l'île Canton est habitée en permanence (41 habitants seulement, regroupés dans un seul village), d'abord par un condominium américano-britannique de 1937 à 1976, puis par une vingtaine de résidents venus des îles Gilbert à la fin des années 1970 (l'île est inhabitée de 1976 à 1980), tandis qu'une nouvelle tentative de colonisation sur Orona était en cours depuis 1937 (projet de H.E. Maude) mais semble avoir été définitivement abandonnée depuis.

## Îles de la Ligne
L'archipel des îles de la Ligne est constitué de 11 atolls : l'île Caroline (ou île du Millénaire, baptisée ainsi en 2000 pour être la première terre où le soleil du IIIe millénaire s'est levé), le récif de Filippo, Flint, Kiritimati (ou île Christmas, le plus vieux et le plus grand atoll terrestre au monde), Malden, Starbuck, Tabuaeran (ou île Fanning), Teraina (ou île Washington), Vostok.
Seules les îles Christmas, Fanning et Washington sont habitées (population en provenance des îles Gilbert et Ellice depuis la Seconde Guerre mondiale, qui a supplanté les rares colons dans les plantations de cocotiers américaines ou françaises — qui embauchaient entre les deux guerres surtout de la main-d’œuvre polynésienne, des Tokelau (Nouvelle-Zélande) ou de Tahiti (France).
L'archipel des îles de la Ligne comprend également l'île Jarvis, le récif Kingman et l'atoll Palmyra mais ceux-ci sont administrés par les États-Unis.
Il y a 9 000 habitants environ.